# 麻酔薬

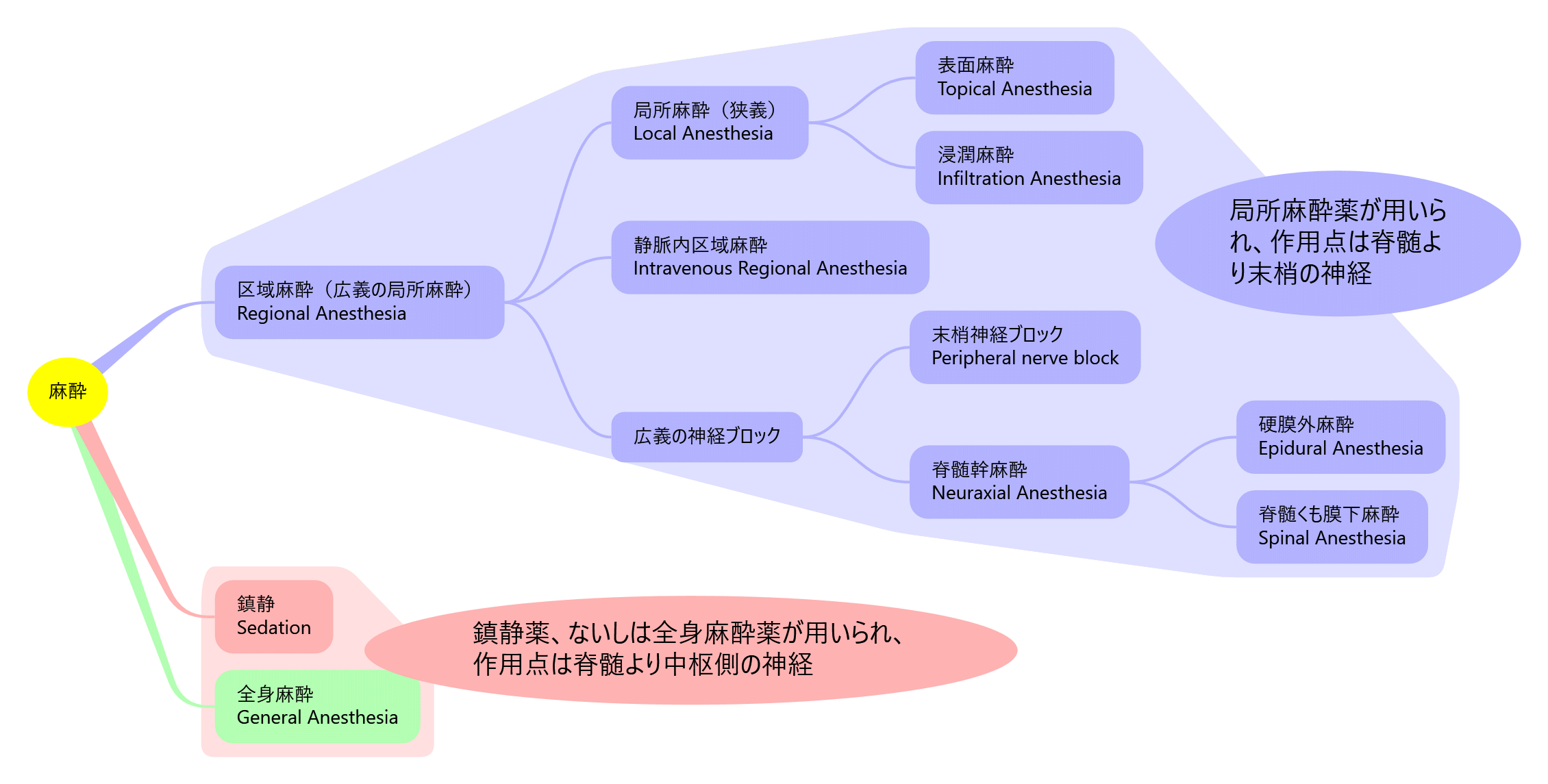
麻酔法の分類。局所麻酔薬と全身麻酔薬は作用点が異なる。

麻酔薬（ますいやく、英: anesthetic, anaesthetic）は、麻酔を誘発するために使用される薬物で、言い換えれば、感覚や意識を一時的に失わせる物質である。それらは大別して、可逆的に意識を失わせる全身麻酔薬と、必ずしも意識に影響を与えることなく身体の限られた部位の感覚を可逆的に失わせる局所麻酔薬の2つに分類できる。
医療行為としての麻酔にはいわゆる「麻酔の3要素」、すなわち、鎮静、鎮痛、筋弛緩、この3つが求められるが、現代の麻酔薬には単剤でこの3要素を満たす薬剤は存在しない。従って、相乗的かつ相加的な効果のために、複数の麻酔薬を組み合わせて使用することが多い。しかし、有害作用も増加する可能性がある。麻酔薬は、痛みを伴う刺激の感覚のみを遮断する鎮痛薬とは異なる。

## 局所麻酔薬

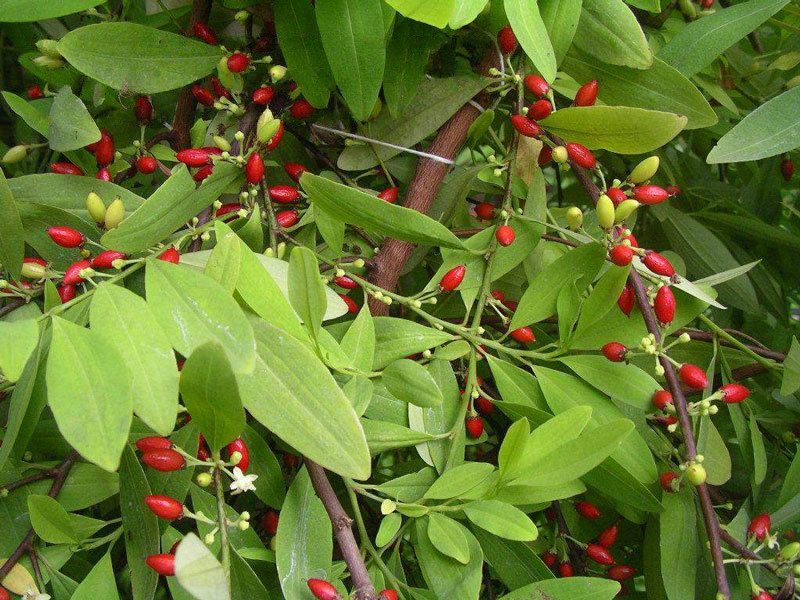
天然由来の局所麻酔薬であるコカインの原料となるコカ植物 (Erythroxylum novogranatense var. Novogranatense) の葉。

局所麻酔薬は、意識を失わせることなく神経インパルスの伝達を妨げる。局所麻酔薬は、神経線維内の高速ナトリウムチャネルに可逆的に結合することにより、神経線維内へのナトリウムの侵入を防ぎ、細胞膜を安定させ、活動電位の伝播を抑止する。それぞれの局所麻酔薬の名称には「-caine」（-カイン）という接尾語が付く。
局所麻酔薬には、エステル型とアミド型がある。エステル型局所麻酔薬（プロカイン、テトラカイン（アメトカイン）、コカイン、ベンゾカインなど）は、一般に溶液中では不安定で即効性があり、血漿や肝臓のブチリルコリンエステラーゼによって急速に代謝される。アミド型に比べると、アレルギー反応を誘発しやすい。アミド型局所麻酔薬（リドカイン、プリロカイン、ブピバカイン、レボブピバカイン、ロピバカイン、メピバカイン、ジブカイン、エチドカインなど）は、一般的に熱安定性があり、長い有効期間（約2年）がある。アミド型麻酔薬は、エステル型麻酔薬よりも作用発現が遅く、半減期が長く、レボブピバカイン（S(-)-ブピバカイン）とロピバカイン（S(-)-ロピバカイン）を除いて、通常はラセミ混合物である。アミド型麻酔薬は、作用時間の長さから、一般に局所麻酔や硬膜外麻酔、脊髄くも膜下麻酔で使用され、手術や陣痛、症状緩和に十分な鎮痛効果を発揮する。
防腐剤を含まない局所麻酔薬のみ、髄腔内に注入できる。
ペチジンは、オピオイド作用に加えて、局所麻酔作用も持っている。

## 全身麻酔薬

吸入麻酔に広く使われているイソフルランの化学構造。

全身麻酔薬は、多くの場合、ヒトの意識消失や動物の正向反射の消失を引き起こす化合物として定義される。全身麻酔を導入するために投与される薬物には、ガスや蒸気として投与されるもの（吸入麻酔薬）と、注射として投与されるもの（静脈麻酔薬または筋肉内麻酔薬）がある。

### 吸入麻酔薬
- デスフルラン (一般的)
- エンフルラン (日本での販売終了)
- ハロタン (安価, 日本での販売終了)
- イソフルラン (あまり使われなくなりつつある)
- メトキシフルラン (日本での販売終了)
- 亜酸化窒素
- セボフルラン (一般的)
- キセノン (ドイツで承認されたが殆ど使われなかった)

揮発性薬物は、通常、常温で容易に蒸発する有機液体である。それらは、全身麻酔の導入や維持のために吸入によって投与する。亜酸化窒素とキセノンは常温で気体なので揮発性薬物とは見なされない。理想的な揮発性麻酔薬は、不燃性、非爆発性、脂溶性でなければならない。それらは、血液ガスへの溶解性が低く、末梢器官（心臓、肝臓、腎臓）への毒性や副作用がなく、代謝されず、呼吸経路を刺激してはならない。
現在使用されている麻酔薬には、これらの条件をすべて満たしているものはなく、そして完全に安全な麻酔薬もないと考えられる。いずれの患者もみな固有のリスクや薬物相互作用がある。現在広く使用されている薬物は、イソフルラン、デスフルラン、セボフルラン、亜酸化窒素である。亜酸化窒素は一般的な麻酔補助ガスで、現在も使用されている最も長寿命の薬物の一つである。その効力は低いため、単独では麻酔をかけることができず、他の薬剤と併用することが多い。1950年代に導入された薬物であるハロタンは、その欠点のため、現代の麻酔診療ではほぼ完全に新しい薬物に置き換えられた。エンフルランは、その副作用もあって、広くは普及しなかった。
理論的には、どの吸入麻酔薬も全身麻酔の導入に使用できる。しかし、ほとんどのハロゲン化麻酔薬は多かれ少なかれ気道を刺激し、咳や喉頭痙攣を引き起こすリスクがある。すべての揮発性薬物は、麻酔を維持するために、単独または他の薬物と組み合わせて使用することができる（亜酸化窒素は、単剤として使用できるほど十分に強力ではない）。セボフルランは気道刺激性が低く、麻酔維持だけでなく、麻酔導入にも頻用される。
揮発性薬物は、最小肺胞内濃度に反比例する効力の観点からよく比較される。効力は脂溶性に直接関係する。これはマイヤー・オバートン則（Meyer-Overton rule）として知られている。ただし、揮発性薬物のある種の薬物動態特性は、別の比較基準も持つ。これらの中でも最も重要なのが、血液/ガス分配係数と呼ばれる特性である。この概念は、ある物質の血液への相対的な溶解度を指す。血中溶解度が低い薬物（すなわち血液/ガス分配係数が低い。たとえばデスフルラン）は、麻酔科医が迅速に麻酔深度を調節することができ、投与を中止すると麻酔状態から速やかに覚醒することができる。実際、新しい揮発性薬物（セボフルラン、デスフルランなど）は、その効力（最小肺胞内濃度）のためではなく、血液/ガス分配係数が低いため、より早く麻酔から覚醒できる調節性のために普及している。

### 静脈内投与薬 (非オピオイド系)
麻酔あるいは鎮静を得るために静脈内で使用できる多くの薬物がある。代表的なものは次のとおりである。
- バルビツール酸系
  - アモバルビタール（商品名：アミタール）
  - メトヘキシタール（英語版）（商品名：ブレビタール）
  - チアミラール（商品名：チトゾール）
  - チオペンタール（商品名：ラボナール）
- ベンゾジアゼピン系
  - ジアゼパム（商品名：ジアゼパム）
  - ロラゼパム（商品名：ワイパックス）
  - ミダゾラム（商品名：ドルミカム、ベルセド）
  - レミマゾラム（商品名：アネレム）
- エトミデート
- ケタミン
- プロポフォール

上記の2種類のバルビツール酸塩、チオペンタールとメトヘキシタールは、超短時間作用型であり、麻酔の導入に用いられる。しかし、それらは意識を失うものの鎮痛作用（痛みの軽減）はないため、他の薬物と併用する必要がある。ベンゾジアゼピン系薬は、手術前または手術後の鎮静に用いられるほか、全身麻酔の導入および維持にも使用される。全身麻酔の導入にベンゾジアゼピン系薬剤を使用する場合、ミダゾラムが望ましい。ベンゾジアゼピン系薬は、全身麻酔を必要としない手術中の鎮静にも用いられる。バルビツール酸系と同様に、ベンゾジアゼピン系には鎮痛作用はない。プロポフォールは、全身麻酔の導入および維持に使用される最も一般的な静脈内投与薬の1つである。これは、また、処置中やICUでの鎮静にも用いることができる。上記の他の薬物と同様に、これは鎮痛作用はなく、患者の意識を失わせる。エトミデートは、その良好な生理学的効果のために、主に基礎疾患を持つ患者に使用されてきた。ケタミンは、麻酔からの覚醒時に「鮮明な夢、体外離脱、錯覚」などの不快な経験を起こすことがあり、全身麻酔で単独で使用されることはめったにない。しかし、エトミデートと同様に、生理学的な悪影響が少ないため、緊急時や病気の患者に頻繁に使用されている。ケタミンは、前述の静脈内麻酔薬とは異なり、全身麻酔を導入する用量よりも低い用量でも、深い鎮痛作用が得られる。また、このセクションの他の麻酔薬とは異なり、ケタミンのみを投与された患者は、通常の睡眠に似た他の麻酔状態とは異なり、カタレプシー状態になっているように見える。ケタミンで麻酔をかけられた患者は、深い痛覚消失があるが、目は開いたままになり、多くの反射が維持される。

## オピオイド
この系統の薬剤は麻酔科学の専門書においては、麻酔薬には分類されず、独立してオピオイドと分類されている。オピオイドは、単独投与でも意識を失わせることはできるが、これは信頼性が低く、重大な副作用を伴う。そのため、単独で麻酔を導入するために使用されることはほとんどないが、静脈内非オピオイド系麻酔薬や吸入麻酔薬などの他の薬物と併用されることが多い。さらにそれらは、手術前、手術中、手術後の患者の痛みを和らげるためにも使用される。次のオピオイドは、作用発現と持続時間が短く、全身麻酔中に頻繁に使用される。
- アルフェンタニル（英語版）（日本では入手できない）
- フェンタニル
- レミフェンタニル
- スフェンタニル（英語版）（日本では入手できない）

次の薬物は、作用発現と持続時間がより長く、術後の疼痛緩和にも使用される。
- ブプレノルフィン

- ジアモルヒネ（ヘロインとしても知られる。英国以外の国では鎮痛剤として使用できない）
- ヒドロモルフォン (日本では2023年現在、術後鎮痛は保険適用外)
- ペチジン（北米ではメペリジンとも呼ばれる）
- メサドン（メタドンとも呼ばれる）
- モルヒネ
- オキシコドン（米国では静脈内投与されていない、日本では2023年現在、術後鎮痛は保険適用外）
- オキシモルフォン（英語版）
- ペンタゾシン

## 筋弛緩薬
筋弛緩薬（きんしかんやく）は、患者の意識を失わせたり、痛みを和らげたりするものではない。代わりに、患者の意識を失わせた後（麻酔導入）、骨格筋を麻痺（まひ）させることで挿管や手術を容易にするために使用されることがある。
- 脱分極性筋弛緩薬
  - サクシニルコリン（英国、ニュージーランド、オーストラリア、その他ではスキサメトニウム、欧州では「Celokurin」（セロクリン）または略して「celo」（セロ）と呼ばれる）
  - デカメトニウム

- 非脱分極性筋弛緩薬
  - 短時間作用型
    - ミバクリウム（英語版）
    - ラパクロニウム

  - 中時間作用型
    - アトラクリウム
    - シサトラクリウム（英語版）
    - ロクロニウム
    - ベクロニウム

  - 長時間作用型
    - アルクロニウム（英語版）
    - ドキサクリウム（英語版）
    - ガラミン
    - メトクリン（英語版）
    - パンクロニウム
    - ピペクロニウム（英語版）
    - ツボクラリン

### 有害作用
- 脱分極性筋弛緩薬（例：スキサメトニウム）
  - 高カリウム血症 - 通常、0.5 mmol/lのわずかな上昇が見られるが、腎不全などですでにカリウムが上昇している場合を除き、ほとんど重要ではない。
  - 高カリウム血症 - 熱傷患者（負傷後24時間から発生し、最長2年間持続）、神経筋疾患、麻痺患者（四肢麻痺、対麻痺）における過剰なカリウム放出。このメカニズムは、これらの患者集団におけるアセチルコリン受容体のアップレギュレーションと、筋細胞内からのカリウムの流出の増加によるものと報告されている。生命を脅かすような不整脈を引き起こす可能性がある。
  - 筋肉痛 - 術後すぐに動き回る若い筋肉質の患者によく見られる。
  - 徐脈 - 特に反復投与された場合。
  - 悪性高熱症 - 遺伝的な素因のある患者では生命を脅かす可能性がある。
  - スキサメトニウム無呼吸症は、神経筋遮断の持続時間が長くなるまれな遺伝的疾患で、20分から数時間におよぶ可能性がある。それが認められ患者が挿管され鎮静を維持している限り危険ではないが、これを行わない場合には呼吸停止に至る可能性がある。
  - アナフィラキシー
- 非脱分極性筋弛緩薬
  - ヒスタミン放出（例：アトラクリウムとミバクリウム）
  - アナフィラキシー

神経筋遮断を行った場合に起こりうる別の合併症として術中覚醒がある。この状況では、鎮静作用や鎮痛作用のレベルが不適切に低下することによって、麻痺した患者が麻酔中に目を覚ますことがある。これを麻酔科医が見逃した場合、患者は周囲の状況を認識していても、体を動かしたり、その事実を伝えることができなくなる。覚醒の発生を抑えるのに役立つ、神経学的モニターが利用できるようになってきている。これらのモニターのほとんどは、独自の脳波解析アルゴリズムを用いて脳活動を監視する。これらの機器が広く販売され、神経学的モニターの測定では十分な麻酔であったにもかかわらず、麻酔下での覚醒が起こったという症例報告が多く存在する。

## 拮抗薬の静脈内投与
下記の薬剤は全て、麻酔薬ではなく、全身麻酔からの覚醒を促進するために投与されるものである。
- フルマゼニル - ベンゾジアゼピン系薬の作用を拮抗する。
- ナロキソン - オピオイドの作用を拮抗する。
- ネオスチグミン - 非脱分極性筋弛緩剤の作用を解除する。
- スガマデクス - ロクロニウムと結合するよう設計され、その作用を停止する新しい薬物